# Copa de Andalucía de Baloncesto
La Copa Andalucía es una competición organizada por la Federación Andaluza de Baloncesto (FAB) que enfrenta a los mejores equipos de baloncesto de Andalucía. En todas sus ediciones ha sido completamente dominada por los tres representantes habituales del baloncesto andaluz en la ACB: CB Málaga, CB Sevilla, y CB Granada (desde 2012) Fundación CB Granada. 
Se disputa anualmente en septiembre, a principios de temporada, variando el formato con el paso de los años. En las primeras ediciones lo disputaban los equipos andaluces que participan Liga ACB y un representante de la Liga LEB que se eligía en una competición previa llamada Copa Andalucía LEB, disputándose semifinales y final. De 2007 a 2010 solo participaban los tres equipos de la ACB en un formato triangular. De 2011 a 2017 solo compitieron el CB Málaga y el CB Sevilla, únicos representantes andaluces en la ACB. En la edición de 2018 se jugó una semifinal a doble partido entre CB Sevilla y el Fundación CB Granada, representantes andaluces de la Liga LEB. El ganador disputó la final contra el CB Málaga, único representante andaluz en la ACB. En la edición de 2019,con la vuelta del Real Betis Baloncesto (anteriormente CB Sevilla) a la liga ACB, se vuelve al anterior formato, sólo equipos ACB.
Se han disputado un total de 27 ediciones en total.

## Copa Andalucía
| Edición | Año  | Sede                      | Campeón               | Subcampeón                               | Resultado final                                                                                               |
| ------- | ---- | ------------------------- | --------------------- | ---------------------------------------- | --- |
| I       | 1997 | Málaga                    | CB Málaga             | C.S. Fernando(1)                         | 85-81 |
| II      | 1998 | Valverde del Camino       | C.S. Fernando(1)      | CB Málaga                                | 96-95 |
| III     | 1999 | Córdoba                   | C.S. Fernando(1)      | CB Málaga                                | 59-54 |
| IV      | 2000 | Granada                   | CB Granada            | CB Málaga                                | 89-88 |
| V       | 2001 | Granada                   | CB Málaga             | C.S. Fernando                            | 95-86 |
| VI      | 2002 | Trebujena                 | C.S. Fernando(1)      | CB Los Barrios                           | 90-81 |
| VII     | 2003 | Huelva                    | CB Málaga             | C.S. Fernando(1)                         | 75-71 |
| VIII    | 2004 | Sevilla                   | CB Granada            | CB Málaga                                | 85-81 |
| IX      | 2005 | Vera                      | C.S. Fernando(1)      | CB Málaga                                | 92-84 |
| X       | 2006 | Frigiliana                | CB Granada            | CB Los Barrios                           | 89-72 |
| XI      | 2007 | Linares                   | CB Málaga             | Cajasol(1) 2º, CB Granada 3º             | CB Málaga 70-62 CB Granada, CB Málaga 71-66 Cajasol, Cajasol 74-47 CB Granada                                 |
| XII     | 2008 | Aljaraque                 | CB Málaga             | CB Granada 2º, Cajasol(1) 3º             | CB Málaga 65-50 CB Granada, Cajasol 64-97 CB Granada, CB Málaga 86-68 Cajasol                                 |
| XIII    | 2009 | Puerto Real               | Cajasol(1)            | CB Granada 2º, CB Málaga 3º              | CB Granada 83-79 CB Málaga, Cajasol 84-71 CB Granada, CB Málaga 73-79 Cajasol                                 |
| XIV     | 2010 | Puente Genil              | CB Málaga             | Cajasol(1) 2º, CB Granada 3º             | CB Granada 76-85 CB Málaga, CB Málaga 82-66 Cajasol, Cajasol 80-70 CB Granada                                 |
| XV      | 2011 | Sevilla y Torre del Mar   | CB Málaga             | Cajasol(1)                               | CB Sevilla 80-80* CB Málaga, CB Málaga 91-59 CB Sevilla                                                       |
| XVI     | 2012 | Córdoba                   | CB Málaga             | Cajasol-Banca Cívica(1)                  | CB Málaga 65-53 Cajasol-Banca Cívica                                                                          |
| XVII    | 2014 | Benahavís                 | CB Málaga             | Cajasol(1)                               | CB Málaga 77-74 CB Sevilla                                                                                    |
| XVIII   | 2015 | Alcalá de Guadaira        | CB Málaga             | CB Sevilla(1)                            | CB Sevilla 62-77 CB Málaga                                                                                    |
| XIX     | 2016 | Benahavís                 | CB Málaga             | CB Sevilla(1)                            | CB Málaga 87-75 Betis                                                                                         |
| XX      | 2017 | Morón de la Frontera      | CB Málaga             | CB Sevilla(1)                            | Betis 76-86 CB Málaga                                                                                         |
| XXI     | 2018 | Alhaurín de la Torre      | CB Málaga             | CB Sevilla(1) 2º Fundación CB Granada 3º | CB Málaga 102 - 65 CB Sevilla Semifinal: CB Sevilla 94 - 79 FCB Granada, FCB Granada 71 - 79 CB Sevilla       |
| XXII    | 2019 | Sevilla                   | Coosur Real Betis(1)  | CB Málaga                                | Coosur Real Betis 74-71 CB Málaga                                                                             |
| XXIII   | 2020 | Málaga                    | CB Málaga             | Real Betis Baloncesto                    | Unicaja Málaga 99-82 Coosur Betis                                                                             |
| XXIV    | 2021 | San Fernando              | CB Málaga             | Real Betis Baloncesto                    | Unicaja Málaga 97-90 Coosur Betis                                                                             |
| XXV     | 2022 | La Línea de la Concepción | Real Betis Baloncesto | CB Málaga 2º Fundación CB Granada 3º     | Covirán Granada 74-118 Unicaja Málaga; Coosur Betis 73-54 Covirán Granada; Unicaja Málaga 72-75 Coosur Betis. |
| XXVI    | 2023 | Granada                   | CB Málaga             | Fundación CB Granada                     | Covirán Granada 73-88 Unicaja Málaga                                                                          |
| XXVII   | 2024 | Córdoba                   | CB Málaga             | Fundación CB Granada                     | Unicaja Málaga 80-77 Covirán Granada                                                                          |

- En el baloncesto como norma general un partido no puede acabar en empate. Pero en situaciones excepcionales como fases a doble partido para determinar un vencedor puede acabar en empate, ya que los puntos se suman en ambos partidos. Si los puntos totales de los dos partidos son iguales se jugará la prórroga en el partido de vuelta.

## Palmarés
| Equipo                    | Camp. | Subc. |
| ------------------------- | ----- | ----- |
| CB Málaga                 | 17    | 7     |
| Real Betis Baloncesto (1) | 7     | 14    |
| CB Granada*               | 3     | 2     |
| Fundación CB Granada      | 0     | 2     |
| CB Los Barrios*           | 0     | 2     |

Equipos desaparecidos.*
- Datos: Q5168166